# Oskar Fleischer

Oskar Fleischer, 1906

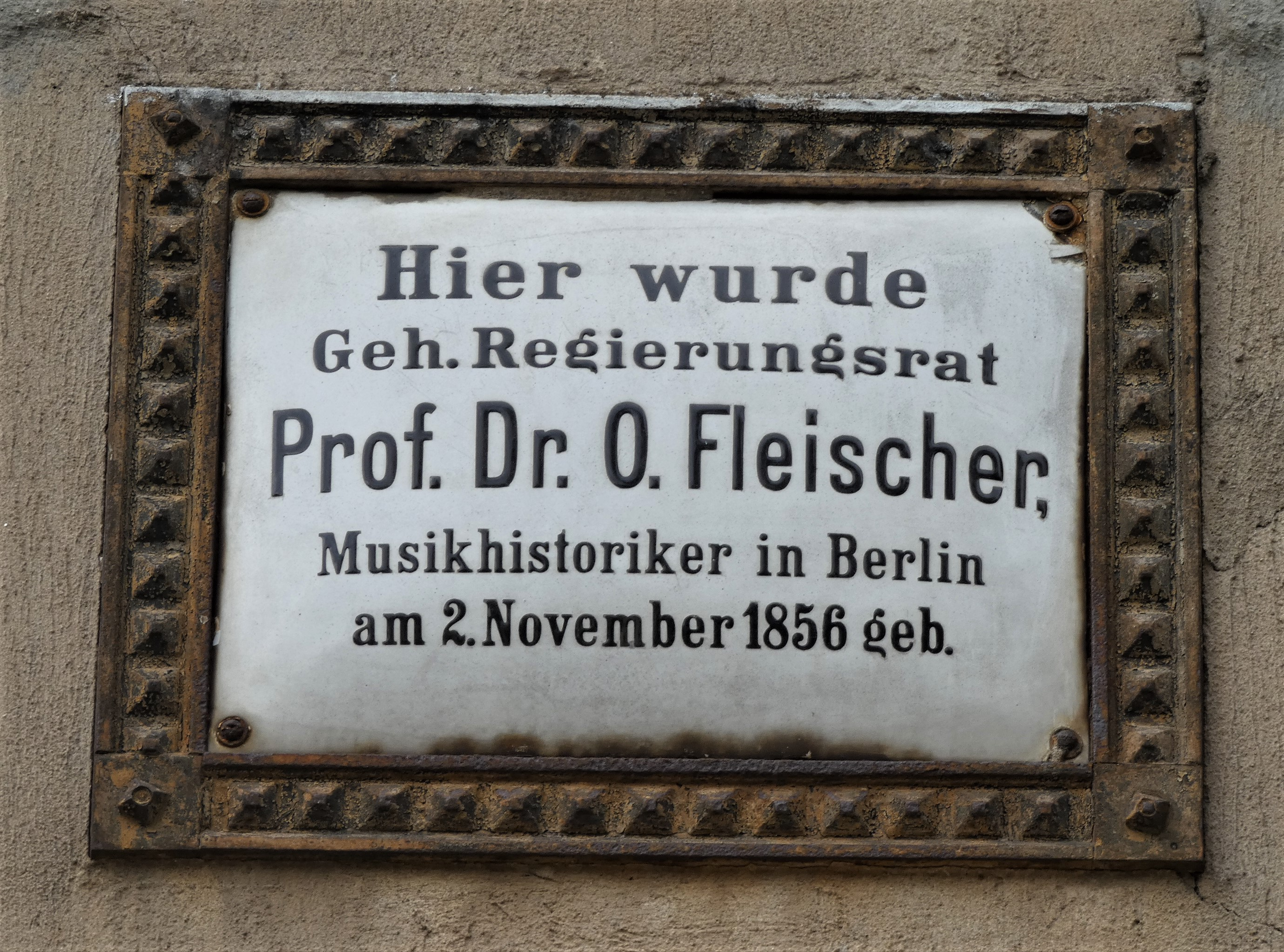
Gedenktafel am Geburtshaus Fleischers in Zörbig, Radegaster Straße 4

Oskar Fleischer (* 2. November 1856 in Zörbig / Landkreis Anhalt-Bitterfeld; † 8. Februar 1933 in Berlin) war ein deutscher Musikwissenschaftler.

## Leben
Nach Besuch der Lateinischen Hauptschule an den Franckeschen Stiftungen in Halle studierte er von 1882 bis 1886 an der dortigen Universität alte und neue Sprachen, Literaturgeschichte sowie Philosophie. Er promovierte zum Dr. phil. und absolvierte anschließend ein vierjähriges Studium der Musikwissenschaft bei Philipp Spitta in Berlin. 1888 übernahm er die Leitung der Königlichen Sammlung alter Musikinstrumente an der Hochschule für Musik, deren Bestand er mit dem Erwerb der Snoeckschen Privatsammlung wesentlich ausbauen konnte. Ab 1892 wirkte er als Privatdozent, ab 1895 (bis 1925) als außerordentlicher Professor für Musikwissenschaft an der Friedrich-Wilhelms-Universität Berlin. Zu seinen bekanntesten Schülern zählen der Mozartforscher Hermann Abert, Komitas Vardapet und sein Nachfolger Curt Sachs. 
1898 war er Gründer der Internationalen Musikgesellschaft und Herausgeber von deren Publikationsorganen (Sammelbände der Internationalen Musikgesellschaft, Zeitschrift der Internationalen Musikgesellschaft). Sein wissenschaftliches Hauptgebiet lag weniger in der Musikinstrumentenkunde, sondern in der Erforschung mittelalterlicher und altgriechischer Gesangstonschriften (Neumengenese). In seinen letzten Lebensjahren geriet er mit seinem Versuch, eine „germanische Neumenschrift“ zu rekonstruieren, zum Außenseiter und publizierte in der völkisch-nationalen Zeitschrift Die Sonne. Er trug den Titel Geheimer Regierungsrat.
Nach Umbettung fand er seine letzte Ruhestätte auf dem Südwestkirchhof Stahnsdorf. In seiner Geburtsstadt Zörbig wurde eine Straße nach ihm benannt.

## Schriften
- Das Accentuationssystem Notkers in seinem Boethius, Halle 1882 (Diss.)
- Denis Gaulthier. In: VfMw 2 (1886), S. 1–180
- Neumenstudien. Abhandlungen über mittelalterliche Gesangs-Tonschriften. 3 Bände. Band I: Leipzig 1895; Band II, Leipzig 1897; Band III, Berlin 1904
- Königliche Hochschule für Musik zu Berlin. Führer durch die Sammlung Alter Musikinstrumente, Berlin 1892
- Die Bedeutung der internationalen Musik- und Theaterausstellung in Wien für Kunst und Wissenschaft der Musik, Leipzig 1894
- Die Reste der altgriechischen Tonkunst, Leipzig 1899
- C.F. Weitzmann: Geschichte der Klaviermusik, Leipzig 1899 (Neubearbeitung mit Max Seiffert)
- Mozart (= Geisteshelden, Band 33), Berlin 1900. Digitalisat
- Führer durch die Bach-Ausstellung im Festsaale des Berliner Rathauses, Berlin 1901
- Zur Phonophotographie. Eine Abwehr, Berlin 1904
- Musikalische Bilder aus Deutschlands Vergangenheit, Berlin 1913
- Vom Kriege gegen die deutsche Kultur – ein Beitrag zur Selbsterkenntnis des deutschen Volkes, Berlin 1915
- Eine astronomisch-musikalische Zeichen-Schrift in neolithischer Zeit, Berlin 1915
- Die germanischen Neumen als Schlüssel zum altchristlichen und gregorianischen Gesang, Frankfurt/M. 1923
- Vor- und frühgeschichtliche Urgründe des Volkslieds. In: Die Sonne. Monatsschrift für nordische Weltanschauung und Lebensgestaltung 5 (1928). S. 193–200